# Austrian International 2008
Die Austrian International 2008 fanden vom 20. bis zum 23. Februar 2008 in Wien statt. Das Preisgeld betrug 5.000 US-Dollar, was dem Turnier zu einem BWF-Level von 4B verhalf. Der Referee war Erik Ligtvoet aus den Niederlanden. Es war die 37. Austragung dieser offenen internationalen Meisterschaften von Österreich im Badminton. 

## Austragungsort
- Wiener Stadthalle B, Vogelweidplatz 14

## Sieger und Platzierte
| Disziplin    | Gold                         | Silber                               | Bronze                           |
| ------------ | ---------------------------- | ------------------------------------ | -------------------------------- |
| Herreneinzel | Anand Pawar                  | Vladislav Druzchenko                 | Aamir Ghaffar                    |
| Herreneinzel | Anand Pawar                  | Vladislav Druzchenko                 | Nathan Rice                      |
| Dameneinzel  | Zhang Xi                     | Anu Nieminen                         | Telma Santos                     |
| Dameneinzel  | Zhang Xi                     | Anu Nieminen                         | Ragna Ingólfsdóttir              |
| Herrendoppel | Fran Kurniawan Rendra Wijaya | Wouter Claes Frédéric Mawet          | Anton Ivanov Ivan Sozonov        |
| Herrendoppel | Fran Kurniawan Rendra Wijaya | Wouter Claes Frédéric Mawet          | Andrew Bowman Martyn Lewis       |
| Damendoppel  | Cai Jiani Yu Qi              | Olga Golovanova Anastasia Prokopenko | Emelie Lennartsson Emma Wengberg |
| Damendoppel  | Cai Jiani Yu Qi              | Olga Golovanova Anastasia Prokopenko | Steffi Annys Séverine Corvilain  |
| Mixed        | Zhang Yi Cai Jiani           | Wouter Claes Nathalie Descamps       | Matthew Honey Heather Olver      |
| Mixed        | Zhang Yi Cai Jiani           | Wouter Claes Nathalie Descamps       | Watson Briggs Jillie Cooper      |

## Finalergebnisse
| Disziplin    | Sieger                       | Finalist                             | Ergebnis         |
| ------------ | ---------------------------- | ------------------------------------ | ---------------- |
| Herreneinzel | Anand Pawar                  | Vladislav Druzchenko                 | 21:16 21:15      |
| Dameneinzel  | Zhang Xi                     | Anu Nieminen                         | 19:21 21:13 21:9 |
| Herrendoppel | Fran Kurniawan Rendra Wijaya | Wouter Claes Frédéric Mawet          | 21:14 21:11      |
| Damendoppel  | Cai Jiani Yu Qi              | Olga Golovanova Anastasia Prokopenko | 21:16 21:8       |
| Mixed        | Zhang Yi Cai Jiani           | Wouter Claes Nathalie Descamps       | 21:18 21:18      |